# Leo Burnett Worldwide
Leo Burnett este o companie de publicitate creată în anul 1935 de Leo Burnett. Compania are peste 285 de birouri în 84 de piețe, incluzând 95 de agenții de publicitate full service și o varietate de servicii de marketing direct și interactiv, promovarea vânzarilor și relații publice. Leo Burnett este deținută de compania Publicis.
Număr de angajați în 2008: 8.000
Filiala din România este autoarea unor spoturi publicitare rămase celebre în rândul publicului.

## Expoziții de Artă
Agenția Leo Burnett a fost în mod repetat, curator de conducere de expoziții internaționale, inclusiv expunerea la Lausanne (Elveția), în 2001, a jucat pictorul italian Umberto Pettinicchio și fotograful Steve McCurry.